# Liczby całkowite Eisensteina
Liczby całkowite Eisensteina (nazywane także liczbami Eisensteina-Jacobiego) – liczby postaci {\displaystyle a+b\omega ,} gdzie {\displaystyle a} i {\displaystyle b} są liczbami całkowitymi,
{\displaystyle \omega ={\frac {-1+i{\sqrt {3}}}{2}}=e^{{\frac {2}{3}}\pi i},}
oraz {\displaystyle i} jest jednostką urojoną. {\displaystyle \omega } jest pierwiastkiem zespolonym równania {\displaystyle z^{2}+z+1=0}. Zarówno suma, różnica, jak i iloczyn liczb Eisensteina również są liczbami Eisensteina, tworzą więc one pierścień. Pierścień ten jest euklidesowy z normą {\displaystyle N} daną wzorem
{\displaystyle N(a+b\omega )=|a+b\omega |^{2}=a^{2}-ab+b^{2}}.
W szczególności, pierścień liczb całkowitych Eisensteina jest pierścieniem z jednoznacznością rozkładu.
Na płaszczyźnie zespolonej liczby całkowite Eisensteina są węzłami regularnej sieci trójkątnej (złożonej z trójkątów równobocznych, jak na rysunkach poniżej).
Zbiór liczb pierwszych Eisensteina jest (z dokładnością do mnożenia przez niżej wspomniane elementy odwracalne) sumą dwóch zbiorów:
1. zbioru liczb {\displaystyle a+b\omega ,} takich że {\displaystyle a} jest liczbą pierwszą, taką że {\displaystyle a\equiv 2{\pmod {3}}} oraz {\displaystyle b=0,}
2. zbioru liczb {\displaystyle a+b\omega ,} takich że {\displaystyle N(a+b\omega )} jest taką liczbą pierwszą {\displaystyle p,} że {\displaystyle p\equiv 1{\pmod {3}}.}

Liczby pierwsze Eisensteina mogą być liczbami całkowitymi, ale wiele z nich ma niezerową część urojoną. Na rysunku liczby pierwsze Eisensteina zostały wyróżnione kolorem zielonym, a elementy odwracalne kolorem czerwonym.

Grupa elementów odwracalnych pierścienia liczb całkowitych Eisensteina jest sześcioelementowa i składa się z liczb:
{\displaystyle +1,\,-1,\,+\omega ,\,-\omega ,\,+\omega ^{2}=-1-\omega ,\,-\omega ^{2}=1+\omega }.
Na płaszczyźnie zespolonej można ją zinterpretować jako grupę obrotów dokoła początku układu współrzędnych generowaną przez obrót o 60° (na przykład w kierunku przeciwnym do obrotu wskazówek zegara). Wynika stąd, że liczb pierwszych Eisensteina wystarczy szukać wewnątrz jakiegokolwiek kąta o mierze 60° o wierzchołku w punkcie 0 (np. kąta, którego pierwsze ramię pokrywa się z dodatnią półosią osi odciętych, a drugie ramię przechodzi przez punkt {\displaystyle 1\,+\,\omega }).

## Przykłady

Małe liczby pierwsze Eisensteina. Te, które leżą na zielonych osiach, odpowiadają całkowitym liczbom pierwszym postaci

1. Liczbami pierwszymi Eisensteina są następujące liczby naturalne: 2, 5, 11, 17, 23, 29, 41, 47, 53, 59, 71, 83, 89, 101.
2. Liczbami pierwszymi Eisensteina nie są liczby 3 ani 7, bo {\displaystyle 3=-(1+2\omega )^{2},7=(3+\omega )(2-\omega ).}
3. Liczbami pierwszymi Eisensteina są liczby {\displaystyle 2+\omega ,\,3+\omega ,\,4+\omega ,\,5+2\omega .}

## Literatura dodatkowa
- John Horton Conway, Richard K. Guy: The Book of Numbers. Springer Verlag, 1996, s. 221–225. ISBN 0-387-97993-X, ISBN 978-0-387-97993-9.
- Боревич З.И., Шафаревич И.Р.: Teopия чисeл. Наука, 1985, s. 149–190.